# Danielsita
La danielsita és un mineral de la classe dels sulfurs. Rep el seu nom del Dr. John L. Daniels (1931).

## Característiques
La danielsita és un sulfur de coure, argent i mercuri, de fórmula química (Cu,Ag)14HgS₈, semblant a la balcanita. Cristal·litza en el sistema ortoròmbic, i es troba en forma de masses d'uns 20 micròmetres en anglesita. La seva duresa a l'escala de Mohs es troba entre 1,5 i 2.
Segons la classificació de Nickel-Strunz, la danielsita pertany a «02.BD: Sulfurs metàl·lics, M:S > 1:1 (principalment 2:1), amb Hg, Tl» juntament amb els següents minerals: imiterita, gortdrumita, balcanita, donharrisita, carlinita, bukovita, murunskita, talcusita, rohaïta, calcotal·lita, sabatierita, crookesita i brodtkorbita.

## Formació i jaciments
És producte a la intempèrie en filons de quars. Sol trobar-se associada a altres minerals com: stromeyerita, covel·lita, cinabri, calcocita o anglesita. Va ser descoberta l'any 1987 a Coppin Pool, a Tom Price (Ashburton Shire, Austràlia). També ha estat descrita a Röhrerbühel (Tirol, Àustria) i a Salmchâteau (Luxemburg, Bèlgica), les tres úniques localitats on se n'ha trobat.